# Ałchanaj
Ałchanaj (ros. Алханай) – wieś w Rosji, w Kraju Zabajkalskim, w rejonie duldurgińskim. W 2010 liczyła 1140 mieszkańców, głównie Buriatów.